# Арріба (Колорадо)
Арріба (англ. Arriba) — місто (англ. town) в США, в окрузі Лінкольн штату Колорадо. Населення — 202 особи (2020).

## Географія
Арріба розташована за координатами 39°17′3″ пн. ш. 103°16′26″ зх. д. / 39.28417° пн. ш. 103.27389° зх. д. (39.284058, -103.273902).  За даними Бюро перепису населення США в 2010 році місто мало площу 1,14 км², уся площа — суходіл.

## Демографія
Згідно з переписом 2010 року, у місті мешкали 193 особи в 95 домогосподарствах у складі 46 родин. Густота населення становила 169 осіб/км².  Було 129 помешкань (113/км²).
Расовий склад населення:
| - 93,8 % — білих - 1,6 % — азіатів - 0,5 % — чорних або афроамериканців - 1,0 % — осіб інших рас |

До двох чи більше рас належало 3,1 %. Частка іспаномовних становила 6,2 % від усіх жителів.
За віковим діапазоном населення розподілялося таким чином: 22,8 % — особи молодші 18 років, 55,4 % — особи у віці 18—64 років, 21,8 % — особи у віці 65 років та старші. Медіана віку мешканця становила 48,1 року. На 100 осіб жіночої статі у місті припадало 112,1 чоловіків;  на 100 жінок у віці від 18 років та старших — 104,1 чоловіків також старших 18 років.
Середній дохід на одне домашнє господарство  становив 46 634 долари США (медіана — 36 071), а середній дохід на одну сім'ю — 63 189 доларів (медіана — 65 625). За межею бідності перебувало 16,5 % осіб, у тому числі 22,5 % дітей у віці до 18 років та 27,0 % осіб у віці 65 років та старших.
Цивільне працевлаштоване населення становило 103 особи. Основні галузі зайнятості: публічна адміністрація — 28,2 %, роздрібна торгівля — 16,5 %, освіта, охорона здоров'я та соціальна допомога — 10,7 %, науковці, спеціалісти, менеджери — 8,7 %.